# Playlist: The Very Best of KRS-One
Albums de KRS-One
Survival Skills
(2009) Back to the L.A.B. (Lyrical Ass Beating)
(2010)
Playlist: The Very Best of KRS-One est une compilation de KRS-One, sortie le 26 janvier 2010.

## Liste des titres
| No  | Titre                                            | Contient un (des) sample(s) de | Durée |
| --- | ------------------------------------------------ | --- | ----- |
| 1.  | I'm Still #1                                     | Cramp Your Style d'All the People featuring Robert Moore | 5:07  |
| 2.  | Jack of Spades                                   | Greedy G de Brentford All Stars | 4:47  |
| 3.  | Sound of Da Police                               | | 4:16  |
| 4.  | You Must Learn (Live From Caucus Mountain Remix) | Super Sporm de Captain Sky Get Up and Dance de Freedom | 5:28  |
| 5.  | Outta Here                                       | Funky President de James Brown The Bridge Is Over de Boogie Down Productions The Moment I Feared de Slick Rick | 4:28  |
| 6.  | Love's Gonna Get'cha (Material Love)             | I've Been to the Mountain Top de Martin Luther King, Jr. Rocket in the Pocket (Live) de Cerrone Love's Gonna Get You de Jocelyn Brown This Is Your Brain on Drugs du Partnership for a Drug-Free America Spring Ain't Here de Pat Metheny | 6:36  |
| 7.  | Black Cop                                        | Armagideon Time de Willi Williams Gimme, Dat, (Woy) de Boogie Down Productions | 2:59  |
| 8.  | Duck Down                                        | A House Full of Girls d'Isaac Hayes Spoonin' Rap de Spoonie Gee | 3:44  |
| 9.  | Ya Know the Rules                                | T.L.C. de l'Average White Band | 3:48  |
| 10. | We In There                                      | Ironside de Quincy Jones | 3:48  |
| 11. | Rappaz R. N. Dainja                              | Telephone Girl d'Assagai Richard Pryor Dialogue de Richard Pryor Toys d'Herbie Hancock South Bronx de Boogie Down Productions Time's Up d'O.C.                                                                                            | 4:03  |
| 12. | Step Into a World (Rapture's Delight)            | The Champ des Mohawks Rapture de Blondie | 4:49  |
| 13. | MC's Act Like They Don't Know                    | Yesterdays de Clifford Brown The Ballad of Jed Clampett de Flatt & Scruggs The Breaks de Kurtis Blow You Must Learn de Boogie Down Productions Hip-Hop vs. Rap de KRS-One                                                                 | 4:41  |
| 14. | My Philosophy                                    | Sister Sanctified de Stanley Turrentine | 5:37  |